# المعهد الهندي للتكنولوجيا جامو
المعهد الهندي للتكنولوجيا جامو (يعرف اختصار IIT Jammu ) هو جامعة أبحاث عامة تقع في جامو كشمير ، الهند . تأسس المعهد في عام 2016 عندما تم توقيع مذكرة تفاهم بين وزارة التعليم العالي في  حكومة جامو وكشمير وإدارة التعليم العالي، وزارة تنمية الموارد البشرية (MHRD) ، حكومة الهند، والتي تحدد السرعة  لإنشاء حرم IIT في قرية Jagti ، Tehsil Nagrota في جامو.

## الحرم الجامعي

### الحرم الجامعي المؤقت
تم إنشاء الحرم الجامعي المؤقت لـ معهد جامو في حرم LCD الجامعي، ويحتوي على جميع التسهيلات اللازمة لبيئة أكاديمية خالية من المتاعب. وتصل مساحته 40،000 قدم مربع. المنطقة مبنية بما في ذلك النزل، وغرف الدراسة المنزلية، وغرفة الندوات، والمكتبة، ومختبر الكمبيوتر، ومكاتب أعضاء هيئة التدريس، والكفتيريا، والمرافق الترفيهية والإبداعية. يحتوي الحرم الجامعي على ملاعب للكرة الطائرة وكرة السلة وكرة الريشة وشبكات الكريكيت. تشمل المرافق الرياضية الداخلية تنس الطاولة والكروم والشطرنج والسنوكر. تتوفر أيضًا غرف للموسيقى والرقص وأنشطة أخرى. هناك مرحلة لطيفة جدًا في الهواء الطلق في المبنى الأكاديمي والتي ستكون بمثابة مركز للأنشطة والعروض الثقافية.
في البداية، بقيت الدفعة الأولى من طلاب B.Tech في الحرم الجامعي المؤقت خلال العامين الأولين. تم نقلهم لاحقًا إلى الحرم الجامعي بمجرد الانتهاء منه للبقاء مع جميع الدفعات اللاحقة. يضم الحرم الجامعي المؤقت الآن طلاب الدكتوراه والباحثين فقط.

### الحرم الجامعي الدائم
قدمت حكومة الولاية الأرض المناسبة للبناء، بمساحة 159 هكتارًا لإنشاء المعهد الهندي للتكنولوجيا في جامو. تم التوقيع على الاتفاقية من قبل أ. رامغوبال راو ، مدير IIT دلهي لصالح ونيابة عن MHRD ، حكومة الهند ، كونه معهد التوجيه وشري هيمانت شارما ، سكرتير الحكومة ، وزارة التعليم العالي في حكومة جامو وكشمير . بدأ IIT Jammu العمل من 2016 نفسه من حرم مؤقت داخل مدينة جامو. كما بدأ بناء الحرم الجامعي العابر في نفس الوقت ، وكان جاهزًا للتشغيل في غضون عام. ينتشر الحرم الجامعي العابر على مساحة 25 فدانًا داخل موقع الحرم الجامعي الدائم ، مع مساحة مبنية تبلغ حوالي 2 لكح قدم مربع بدأ العمل اعتبارًا من أغسطس 2017 ، مع بدء جلسة 2017-2018 في الحرم الجامعي الدائم. تم تجهيز النزل جيدًا لسكن وصعود مريح لـ 650 طالبًا. الآن ، تضم القوة الكاملة لـ B.Tech وكذلك طلاب M. تشمل المرافق داخل الحرم الجامعي الإقامة في نزل لجميع الطلاب الأقرب إلى المنطقة الأكاديمية ، والكافيتريا ، وصالة الألعاب الرياضية المفتوحة ، ومراكز الغسيل ، والفصول الدراسية الرقمية ، وشبكة WiFi في كل مكان في أي وقت ، وغرفة موسيقى ، وطاولات TT ، وطاولة سنوكر ، ومستوصف ، وقاعة مشتركة مع تلفزيون للداخل الأنشطة الترفيهية. يحتوي الحرم الجامعي على ملاعب للكرة الطائرة وكرة السلة وكرة الريشة وشبكات الكريكيت وملعب لكرة القدم قيد الإنشاء. أنشأ ICICI و J&K Bank أجهزة الصراف الآلي الخاصة بهما بجانب بيوت الشباب بالقرب من الكافتيريا. يرتبط الحرم الجامعي جيدًا بمدينة جامو ، ويقع على الطريق السريع الوطني 44 (الهند) (سريناغار - طريق كانياكوماري السريع) ، 6-7   كم. من مدينة جامو الرئيسية.

## الملف الأكاديمي
يتبع البرنامج الأكاديمي في معهد جامو منهج المعهد الهندي للتكنولوجيا دلهي (IIT Delhi). ستطور IIT Jammu مناهجها الخاصة بمرور الوقت. وبالتالي، في السنة الأولى ، سيخضع جميع الطلاب، بغض النظر عن الفرع ، إلى نفس المنهج الدراسي. في السنة الأولى ، كان الطلاب يحضرون دورات في العلوم الأساسية والهندسة الأساسية. بالإضافة إلى ذلك ، يتم أيضًا تضمين دورات غير متدرجة في اللغة والأخلاق المهنية والمسؤولية الاجتماعية ومقدمة إلى الهندسة. يتبع المعهد نظام ائتماني ويتم تقييم الأداء في الدورة بشكل مستمر. يتم اتباع نظام الدرجات النسبية لطلاب السنة الأولى وبقية السنوات يعتمد فقط على المعهد الأكاديمي ومنسق الدورة. بدأ المعهد في استخدام ERP اعتبارًا من يوليو 2018.

### البرامج الدراسية
ينفذ المعهد برامج تعليمية تؤدي إلى درجة البكالوريوس في التكنولوجيا (B. Tech.) ، ماجستير في التكنولوجيا (M. Tech.) ودكتوراه. في المجالات التالية: 
| الدرجة العلمية                   | تخصص |
| بكالوريوس في التكنولوجيا (BTech) | الهندسة الكيميائية ، الهندسة المدنية ، علوم وهندسة الحاسوب ، الهندسة الكهربائية ، هندسة المواد ، الهندسة الميكانيكية .                                             |
| ماجستير في التكنولوجيا (Mtech)   | علوم وهندسة الكمبيوتر مع التخصص في علوم البيانات وأمن المعلومات ، والهندسة الكهربائية مع التخصص في الاتصالات ومعالجة الإشارات .                                    |
| دكتوراه.                         | الكيمياء ، الهندسة المدنية ، علوم وهندسة الحاسوب ، الهندسة الكهربائية ، العلوم الإنسانية والاجتماعية ، الرياضيات ، هندسة المواد ، الهندسة الميكانيكية ، الفيزياء . |